# 女体棧橋
『女体棧橋』（じょたいさんばし）は、1958年（昭和33年）製作・公開、石井輝男監督の日本の長篇劇映画である。

## 略歴・概要
モダニズムの鬼才・石井輝男の監督デビュー2年目にして、すでに10本目の監督作である。前年に連打した「スーパージャイアンツ」シリーズ以来の宇津井健とのタッグであるが、日活無国籍アクション的な新東宝の潜入捜査ものである。
コールガール組織のボス役で登場する外人俳優「コン・ウェイ」は、日本映画の外人役で知られるハロルド・コンウェイである。旗照夫は、当時コロムビア・レコード（現在の日本コロムビア）の専属歌手であった。彼ら以外の俳優は、基本的には新東宝の専属俳優であった。
クラブ「アリゾナ」の司会者役「ビン・コンセプション」はフィリピン人で、1965年から1967年に掛けてザ・ベンチャーズの来日公演で司会者を務めた。この喋りは、来日公演を収録したレコード・CDで聴くことが出来る。
DVDは、ハピネット・ピクチャーズが、2001年（平成13年）3月25日に発売した。

## スタッフ
- 製作 : 大蔵貢
- 企画・脚本 : 佐川滉
- 監督・脚本 : 石井輝男
- 撮影 : 平野好美
- 照明 : 矢口明
- 美術 : 加藤雅俊
- 録音 : 沼田春雄
- 助監督 : 下山堯二
- 音楽 : 渡辺宙明

## キャスト
- 吉岡圭三 : 宇津井健
- 佐田晴子 : 筑紫あけみ
- ルミ : 三原葉子
- 大野 : 小倉繁
- 速水 : 浅見比呂志
- 高木 : 原聖二
- 今井 : 高松政雄
- 飯島 : 国創典
- 丹羽 : 佐山幸夫
- 斎藤 : 中村彰
- 黒川 : 植村謙二郎
- ヘレン : 吉田昌代
- 三恵 : 葉山由紀子
- サリー四条 : ジーン・谷
- 宮下千代 : 宮田文子
- 兵藤 : 中島一豊
- 中野 : 真木裕
- バーテン : 大江満彦
- 照夫 : 旗照夫 （コロムビア）
- J・トムソン : コン・ウェイ
- マリ子 : 矢代京子
- クラブ「アリゾナ」の司会者：ビン・コンセプション
- 「希望の友」社の親爺 : 守山竜次
- ヌード・スタジオ女事務員 : 三島京子
- ファッションショウ司会者 : 玉井千鶴子
- オリンピック女店員 : 姿まゆみ
- 倉庫の男 : 佐伯一彦
- ホルモン焼屋の店員 : 小森敏
- ホルモン焼屋の小娘 : 双葉みどり

## ストーリー
東京租界。吉岡圭三（宇津井健）は、「公金横領を働き、手配中の犯人だ」と名乗り、とあるコールガール組織に潜入しているが、その正体は大阪警視庁（※映画の科白にも「大阪警視庁」が登場。当時は大阪府警ではなく、大阪の警察も警視庁だった）の刑事である。東京警視庁の刑事は面が割れているということで、大阪警視庁の吉岡が潜入探索を依頼された。このコールガール組織は、売春防止法の施行を背景に跋扈する、新興の国際組織であった。
同組織の新しいボス、J・トムソン（コン・ウェイ）と、香港からその香港から新しいボスの情婦ルミ（三原葉子）が入国すると聞く。吉岡はナイトクラブ「アリゾナ」に向かう。香港帰りのルミとは、吉岡の6年前の恋人であった。「アリゾナ」の支配人・黒川（植村謙二郎）も、ピアノを弾き語る照夫（旗照夫）も、ルミの美しさに惚れたが、もちろんルミの眼中にはない。
「アリゾナ」に、また新しい女が迎えられる。ファッションモデルの佐田晴子（筑紫あけみ）だ。吉岡は、この女とも面識があった。かつて神戸で、吉岡は捜査課長であり、晴子は新聞記者なのであった。吉岡と晴子の空気を察知した照夫は、彼らが組んで組織に調査に入っているのではないか、とボスの女であるルミに密告。ルミは晴子を部屋に閉じ込めたが、吉岡を再び愛しはじめたルミは、照夫が黒川支配人に報告するのを抑える。
吉岡は、黒川支配人に商談を持ちかける。組織の売上のボスの搾取は甚だしい。これは俺たちで分配しよう、と。今夜、横浜の大桟橋を発つ「グレイト・スカイ号」の船上で、ボスと交渉しよう、と。ルミは晴子を解放し、吉岡とともに「グレイト・スカイ号」に向かう。黒川は寝返った。トムソンと黒川は拳銃を放ち、ルミは撃たれてしまう。警官隊がすでに包囲しており、トムソンと黒川は挙げられる。吉岡は次の任務のためにクールに立ち去る。